# ERC32

L'ERC32 est un processeur 32 bit RISC, tolérant aux radiations et utilisé dans le domaine spatial. Il a été développé par Temic (maintenant Atmel). Deux versions sont disponibles, le ERC33 Chip Set, et le ERC32 Single Chip. Ces deux processeurs compatibles SPARC V7 sont désormais désuets. on peut encore se procurer les documents des spécifications sur le site web de l'ESA Microelectronics (voir liens externes). Il est normalement remplacé par des processeurs LEON.
L'ERC possède les trois éléments suivants :
- l'unité d'entier TSC691E,
- l'unité de virgule TSC692E,
- le contrôleur de mémoire TSC693E.